# Jamil Joseph
Jamil Joseph est un footballeur international saint-lucien né le 17 janvier 1991. Il évolue au poste de défenseur central avec le W Connection FC en TT Pro League.

## Biographie
Il commence à jouer au football en 2009 avec une équipe de Sainte-Lucie, le Vieux Fort South. En 2011, il se fait remarquer en marquant 3 buts lors des Éliminatoires de la coupe du monde de football 2014, tous dans le même match contre l'Équipe d'Aruba de football.

## Équipes
- 2009-2010 :  Vieux Fort South
- Depuis 2010 :  Thackley FC